# Velyka Novosilka (huyện)
Huyện Velyka Novosilka (tiếng Ukraina: Великоновосілківський район, chuyển tự: Velyka Novosilkas'kyi raion) là một huyện của tỉnh Donetsk thuộc Ukraina. Huyện Velyka Novosilka có diện tích 1901 km², dân số theo điều tra dân số ngày 5 tháng 12 năm 2001 là 49272 người với mật độ 26 người/km2. Trung tâm huyện nằm ở Velyka Novosilka.